# 金哲明
金哲明（1933年3月20日—？），北韓政治人物，官至《勞動新聞》主編、朝鮮勞動黨中央委員會候補委員及最高人民會議代議員。

## 生平
金哲明出生於江原道，後在金日成綜合大學畢業。1984年，他入選黨中央委員會候補委員的名單。兩年後，他在最高人民會議選舉中當選為代議員。1987年，獲勳金日成勛章，並被委任為社會科學家協會第一副委員長。在隨後一年，又成為主體科學院院長。1990年，他再度當選為最高人民會議的代議員，並出任該議會的外交委員會委員。兩年後再獲金日成勛章。1995年，他擔當《勞動新聞》的主編，又出任朝鮮記者同盟以及宣傳委員會的委員長。1997年，連任社會科學家協會第一副委員長。翌年，卸任鮮記者同盟委員長一職。此後，再沒有其消息。

## 資料來源
1. 1 2 3 4  .   [2014-02-21]. （原始内容存档于2015-09-23）.
2. 1 2 3  김철명(金哲明)[永久]